# Kombinatorisk kredsløb
Et kombinatorisk kredsløb er et digitalt kredsløb opbygget af gates som i sig selv er simple elektroniske kredsløb. Kombinatoriske kredsløb kendetegnes ved at følge logiske konnektiver og kredsløbet vil derfor ved samme input altid producere samme output. Kombinatoriske kredsløb følger således Boolsk logik og kan derfor beskrives og designes ved hjælp af Boolsk algebra. Kombinatoriske kredsløb er et grundlæggende element i computere. Disse kredsløb anvendes i mikrocontrollere til at styre alt fra kaffemaskiner til mobiltelefoner, men anvendes også i store komplekse IT systemer, såsom servere og supercomputere.
 Der er for få eller ingen kildehenvisninger i denne artikel, hvilket er et problem. Du kan hjælpe ved at angive troværdige kilder til de påstande, som fremføres i artiklen.